# Tie Your Mother Down
«Tie Your Mother Down» (укр. «Зв'яжи свою матір») — пісня британського рок-гурту «Queen», яку написав соло-гітарист Браян Мей. Це початковий трек і другий сингл з альбому «A Day at the Races» 1976 року. Під час свого першого релізу як сингл 1977 року, пісня досягла 31 позиції у «UK Singles Chart». Однак через понад 20 років по тому вона вийшла на подвійній А-стороні синглу з піснею «No-One but You (Only the Good Die Young)», тоді вона досягла 13 позиції у «UK Singles Chart». У альбомі пісні передує однохвилинний інструментальний вступ, в якому представлена мелодія у тоні Шепарда, яка відтворюється у фіналі пісні «Teo Torriatte»: це було зроблено для створення ефекта «кола» в альбомі, типового, наприклад, для альбомів «Pink Floyd».
Після її виходу 1976 року, «Queen» виконували пісню у кожному наступному турі. У 1992 році на концерті пам'яті Фредді Мерк'юрі пісню виконали «Queen» та гості Джо Елліотт і Слеш. В останні роки Браян Мей і Роджер Тейлор зіграли кілька разів цю пісню наживо з гуртом «Foo Fighters», включаючи виступи на церемоніях включення «Queen» до «Зали слави рок-н-ролу» у 2001 році і на церемонії «VH1 Rock Honors» у 2006 році.
Концертне виконання пісні записали для альбому «Queen Rock Montreal». Пісня є супроводжуючим треком у відеогрі «Guitar Hero Live».

## Історія
Браян Мей почав писати пісню на Тенерифе, коли працював над отриманям звання доктора філософії з астрономії. Він склав риф на іспанській гітарі, зігравши його, прокинувшись одного разу рано вранці, та заспівавши фразу «зв'яжи свою матір» (англ. «tie your mother down»), рядок, який він вважав жартом. Вокаліст Фредді Мерк'юрі закликав його зберегти цей рядок. «Tie Your Mother Down» починається дуже з «важкого» гітарного рифу.
Режисер Брюс Говерс до пісні створив відеокліп, оснований на відеозйомках, зроблених на майданчику «Nassau Coliseum» у Лонг-Айленді, в Нью-Йорку, у лютому 1977 року, під час гастрольного турне гурту по американським сценам.
Хоча пісня довго була «живим фаворитом» і «фаворитом» на рок-радіо-FM у США, вона мала скромний успіх у чартах, посівши 31 позицію у Великій Британії і 49 позицію в США. Тому вона ввійшла до першої збірки гурту «Greatest Hits» лише на деяких ринках, однак, пісня представлена в альбомі-збірці «Queen Rocks» разом з деякими «важкими» піснями гурту.
Мей заявляв на «BBC Radio 4», в програмі пам'яті Рорі Галлахера, що ключове натхнення для рифа цієї пісні прийшло від пісні гурту «Taste» — «Morning Sun», з альбому «On the Boards» (1970).

## Queenпро пісню
| Ліві лапки | «Ну, цей трек насправді написав Браян, таки він. Не знаю чому. Може в нього був злий настрій, як це з ним буває. Думаю, він намагається мене перестрибнути після „Death On Two Legs“, таки так» — Фредді Мерк'юрі | Праві лапки |

| Ліві лапки | «Скажу вам правду, я знаю як так трапилося. Іноді ти підхоплюєш рифок, і пристосовуєш до нього якісь слова, і тоді навіть не думаєш, що вони означають. Тепер, пригадую, що думав, ну, це не тягне на назву пісні, але всі сказали: "Ну.. насправді звучить добре", і ми так, типу розбудувались навколо того лірично. Отака правда, люди» — Браян Мей | Праві лапки |

## Музиканти
- Фредді Мерк'юрі — головний вокал і бек-вокал
- Браян Мей — електрогітара, бек-вокал
- Роджер Тейлор — ударні, гонг, бек-вокал
- Джон Дікон — бас-гітара

## Живе виконання
Після свого випуску у 1976 році «Tie Your Mother Down» стала найчастішим «відкриваючим номером» концертів протягом подальшої кар'єри гурту. У 1992 році на концерті пам'яті Фредді Мерк'юрі пісню виконали «Queen» і гості: вокаліст гурту «Def Leppard» Джо Елліотт і гітарист гурту «Guns N' Roses» Слеш. Мей виконав перший куплет і приспів перед передачею вокальної частини Елліоту. Кілька разів, в останні роки, Мей і Тейлор зіграли цю пісню наживо з гуртом «Foo Fighters», включаючи виступи на церемонії вступу «Queen» до «Зали слави рок-н-ролу» у 2001 році, на церемонії «VH1 Rock Honors» у 2006 році і на концерті «Foo Fighters» в лондонському Гайд-парку, де вони зіграли на біс. 5 вересня 2011 року гітарист Джефф Бек виконав пісню з Меєм і Тейлором на честь 65-річчя від дня народження Фредді Мерк'юрі, на заході під назвою «Freddie for a Day», який відбувся в готелі «Savoy» в Лондоні.

## Чарти
| Чарт (1977)     | Позиція |
| --------------- | ------- |
| Австралія       | 47      |
| Нідерланди      | 10      |
| Велика Британія | 31      |
| США             | 47      |

| Чарт (1998)     | Позиція |
| --------------- | ------- |
| Нідерланди      | 33      |
| Німеччина       | 75      |
| Велика Британія | 13      |

## Живі записи
- «Live Killers» (1979)
- «We Will Rock You»/«Queen Rock Montreal» (1981)
- «Queen on Fire — Live at the Bowl» (1982)
- «Live at Wembley '86»/«Queen at Wembley» (1986)
- «Live Magic» (1986)
- Концерт на Expo '92 (1992)
- «The Freddie Mercury Tribute Concert» (1992)
- «Live at the Brixton Academy» (альбом Браяна Мея) (1993)
- «Return of the Champions» (2005)
- «Super Live in Japan» (2005)
- «Skin and Bones» (альбом «Foo Fighters», виступ в Гайд-парку на DVD) (2006)
- «Live in Ukraine» (2008)

## Кавер-версії
- Версія гурту «Foo Fighters», за участю Браяна Мея та Роджера Тейлора, вийшла у альбомі «Skin and Bones» (британський реліз).
- Версія гурту «L.A. Guns», вийшла у альбомі «Rips the Covers Off».
- Версія Леммі Кілмістера і Теда Ньюджента, вийшла у альбомі «Dragon Attack: A Tribute to Queen» (1997).
- Версія гурту «Lynch Mob», вийшла у альбомі «Lynch Mob».
- Версія гурту «Shinedown», вийшла у альбомі «Killer Queen: A Tribute to Queen».
- Версія гурту «Warrant», вийшла у альбомі «Under the Influence».
- Версія гурту «Adrenaline Mob», вийшла у альбомі «Dearly Departed».
- Версія Керрі Елліс з Браяном Меєм (живі виступи під час їхнього туру).
- Версія Бренді Карлайл — саундтрек до американського серіалу «Коли ми піднімаємося».